# Sinocyclocheilus yangzongensis
Sinocyclocheilus yangzongensis är en fiskart som beskrevs av Tsü och Chen, 1977. Sinocyclocheilus yangzongensis ingår i släktet Sinocyclocheilus och familjen karpfiskar. IUCN kategoriserar arten globalt som akut hotad. Inga underarter finns listade i Catalogue of Life.